# Monkey Gland

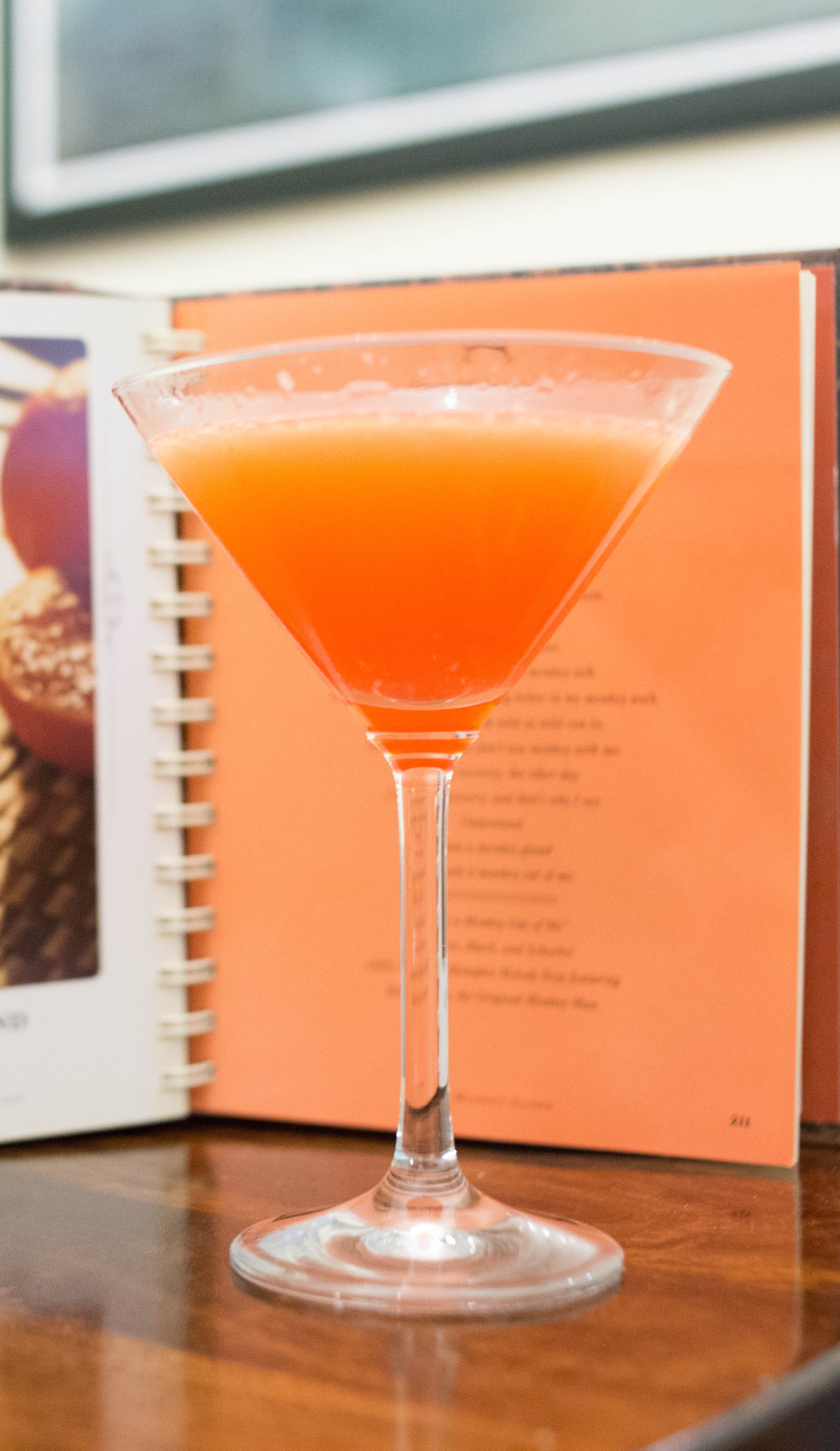
Monkey Gland

Der Monkey Gland (englisch etwa für Affendrüse) ist ein alkoholhaltiger Cocktail aus Gin, Orangensaft, Absinth und Grenadine und gehört zu den Shortdrinks. Von der International Bartenders Association wird der Drink zusammen mit anderen namhaften Cocktails in der Kategorie The Unforgettables geführt.

## Geschichte
Der Cocktail wurde erstmals in den 1920er Jahren in Paris zubereitet. Als Erfinder des Monkey Gland gilt Harry MacElhone, der Gründer der Harry’s New York Bar in Paris. Andere Quellen nennen auch Frank Meier aus dem Ritz Hotel in Paris.
Der Name des Cocktails bedeutet übersetzt in etwa Affendrüse, bezeichnet aber auch das Gewebe von Affenhoden oder diese selbst. Der für einen Cocktail ungewöhnliche Name geht zurück auf Serge Voronoff, einen französischen Chirurgen. Dieser führte zunächst bei Tieren Hodentransplantationen durch, wobei er Jungtieren die Hoden entnahm und diese älteren Tieren einpflanzte. Voronoff beobachtete hierdurch angeblich Vitalitätssteigerungen, die ihn ermutigten, diese Methode auch auf den Menschen zu übertragen. Seit den 1920er Jahren und damit zu der Zeit, als der Monkey Gland entstand, transplantierte er hundertfach Affenhoden in die Skrota von Menschen, die sich durch die Methode eine Verjüngung versprachen. MacElhone bestätigte die Namensgebung des Drinks in Anlehnung an die Praktiken Voronoffs.

## Zubereitung und Variationen
Nach Angaben der International Bartenders Association wird eine Zubereitung mit
- 5 cl Gin
- 3 cl Orangensaft
- 2 Tropfen Absinth
- 2 Tropfen Grenadine

empfohlen. Die Zutaten werden in einen Cocktail-Shaker gegeben, auf viel Eis geschüttelt und anschließend in eine vorgekühlte Cocktailschale abgeseiht.
In manchen Rezepten wird für die Zutaten Absinth und Grenadine auch jeweils ein Barlöffel (etwa 0,5 cl) als Maßeinheit empfohlen. Zu Zeiten, als Absinth in den USA nicht erhältlich war, wurde dieser durch andere Anisgetränke wie beispielsweise Pernod oder Ricard ersetzt. Teilweise wurde auch mit dem Kräuterlikör Bénédictine – der keine Anisnoten aufweist – aromatisiert. Die ursprüngliche Variante wird daher auch als französische, die weiteren genannten als amerikanische bezeichnet.